# Jordan Howden
Jordan Howden (San Diego, California; 14 de mayo de 2000) es un jugador profesional estadounidense de fútbol americano, se desempeña en la posición de safety en New Orleans Saints, en la National Football League (NFL).

## Carrera
Hizo su debut profesional con el equipo New Orleans Saints, lleva jugando una temporada, comenzó en el 2023.